# Brauneck (Creglingen)
Brauneck ist ein Wohnplatz auf der Gemarkung des Creglinger Stadtteils Reinsbronn im Main-Tauber-Kreis im fränkisch geprägten Nordosten Baden-Württembergs. Der Ort ist für die Ruine der hochmittelalterlichen Burg Brauneck bekannt, die seit ihrem Wiederaufbau als Gehöft genutzt wird.

## Geographie
Brauneck liegt etwas über einen halben Kilometer nordwestlich von Niedersteinach auf dem Mündungssporn des Sechselbachs in die in ihrem Muschelkalktal westwärts laufende Steinach. Der nur etwa drei Kilometer lange Zufluss entsteht im Nordosten beim Creglinger Weiler Sechselbach und tieft sich selbst erst auf seinem letzten Kilometer zu einem Kerbtal ein. Das auf etwa 330 m ü. NHN liegende Brauneck überragt die Mündung um etwa 60 Meter. Der Spornhang ist zu Sechselbach und der Mündung zu mit Wald bewachsen, südlich zur Steinach hinunter ziehen sich auf ehemaligen Weinbau hindeutende überwachsene Steinriegel steil ins Tal.
Dem Westen zu ist die ein Stück weit entlang dem unteren Sechselbach verlaufende Landesgrenze zu Bayern teils weniger als 200 Meter entfernt; das baden-württembergische Brauneck liegt wie Sechselbach und einige weitere Orte im nördlichen Geländezipfel der Stadt Creglingen in bayerisches Landesgebiet hinein.

## Geschichte

### Mittelalter
Die Geschichte des Wohnplatzes Brauneck beginnt mit der Erbauung sowie der erstmaligen urkundlichen Erwähnung der Burg Brauneck um das Jahr 1230. Die Geschichte Creglingens war bis zum Aussterben der Linie Hohenlohe-Brauneck, welche die Burg Brauneck bewohnte, eng mit Brauneck selbst verbunden. Unter anderem erhielt Gottfried von Hohenlohe-Brauneck im Jahr 1349 für Creglingen das Stadtrecht. Die Burg Brauneck wurde schließlich 1525 im Deutschen Bauernkrieg von den Bauern zerstört und blieb als Ruine erhalten.

### Neuzeit
Die Herrschaft über Brauneck gelangte 1791 gemeinsam mit den Fürstentümern Brandenburg-Ansbach und -Bayreuth an Preußen und 1806 an Bayern. Ab 1810 gehörte Brauneck zusammen mit Reinsbronn zum württembergischen Oberamt bzw. Landkreis Mergentheim.
Am 1. Februar 1972 wurde die Gemeinde Reinsbronn, zu der Brauneck gehörte, in die Stadt Creglingen eingegliedert.
Heute liegt Brauneck auf der Gemarkung des Creglinger Stadtteils Reinsbronn und gehört zum baden-württembergischen Main-Tauber-Kreis.

## Kultur und Sehenswürdigkeiten

### Burg Brauneck

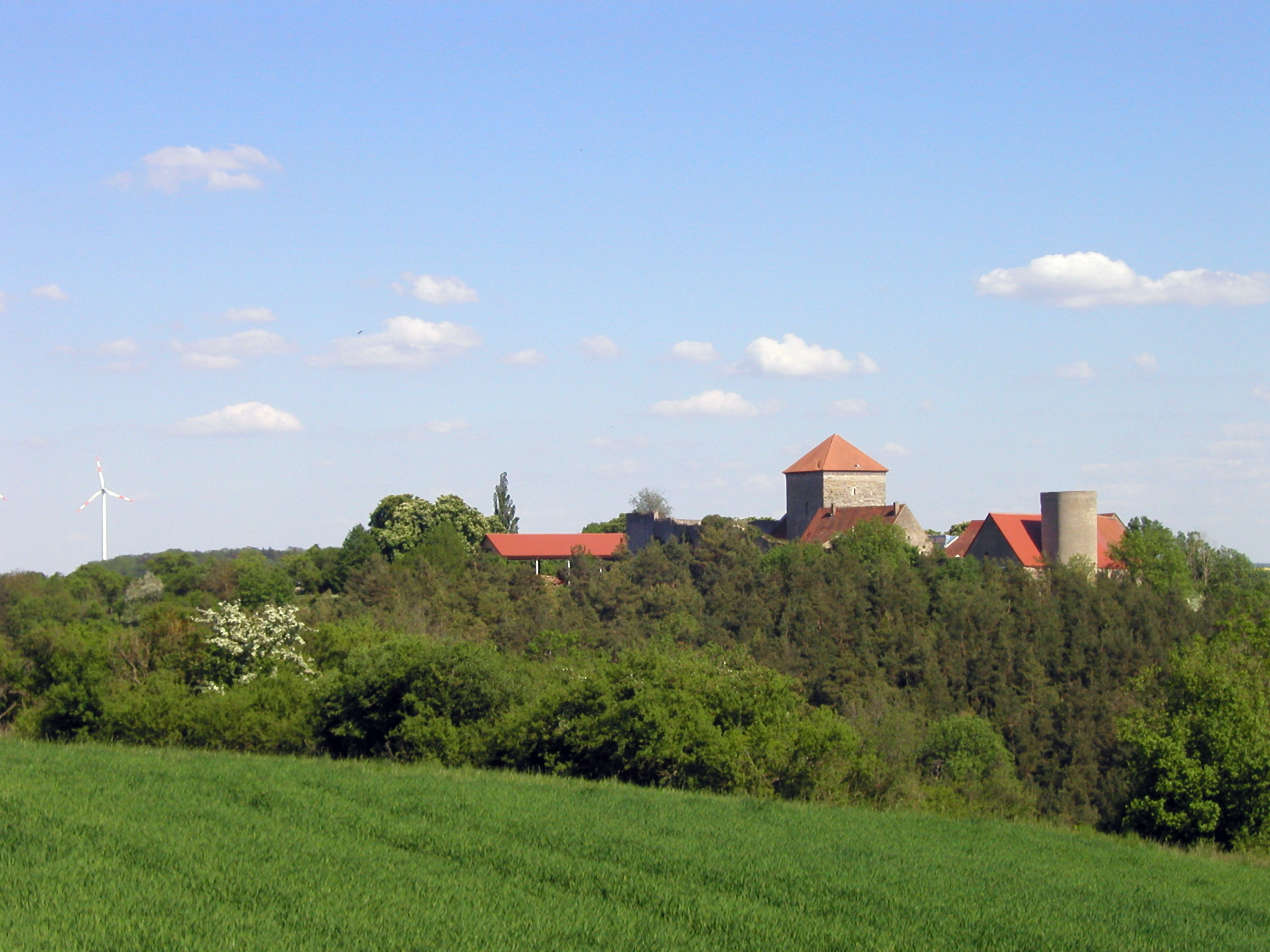
Die Burg Brauneck (2008)

Der Wohnplatz Brauneck erhielt seinen Namen von der Burg Brauneck, der Ruine einer hochmittelalterlichen Spornburg, die von den Reichsgrafen von Hohenlohe-Brauneck angelegt wurde. die seit der Zeit ihrer Zerstörung und des Wiederaufbaues bis heute als landwirtschaftlicher Betrieb genutzt wird. Ein mächtiger Bergfried sowie eine Ringmauer sind noch heute erhalten.

### Burgkapelle
An der Burg Brauneck sind die Überreste einer einst zweigeschossige Kapelle mit romanischem Portal zu erkennen.

## Verkehr
Die aus dem unteren Steinachtal kommende Landesstraße 2256 passiert Brauneck im Nordwesten im Sechselbachtal. Eine Stichstraße von deren weiterem Abschnitt schon auf der Muschelkalkhochebene her erschließt den Ort.  Die Kreisstraße 2875 zweigt von der L 2256 an der Bachmündung ab und läuft die Steinach aufwärts in deren Tal. In Niedersteinach zweigt von ihr eine steile Steige ab, die ebenfalls nach Brauneck führt.